# Прангија
Прангија (фр. Franc Франак, тур. frengi, firengi) је справа, односно врста малог топа из којег се пуца приликом весеља; фигуративно се може односити на тврдоглавог човека. Из прангије се пуцало да би се најавили разни народни скупови, па и сабори, или, с врха брега, да се растерају градобитни облаци. Један од обичаја је да се на Бадњи дан у рану зору, пуцањем из пушака и прангија, објављује се одлазак у шуму по бадњак.

## Саборска прангија
Прангија је стари ливени, непокретни, примитивни топ за посебне намене. Увек стоји стабилно и цев му је полукосо усмерена у небо. Са постољем није била већа (дужа) од шездесет сантиметара. Била је веома тешка, тако да је није могао подићи ни најјачи човек. Пре пуцања у њу се прво стављао фитиљ и кроз посебну рупу, при дну цеви, извлачио напоље. Онда се у цев, од врха до дна стављао барут, па ломљена цигла и камен. Све се то добро набијало металном шипком. Када се пуца, запали се фитиљ, преко кога ватра стиже прангију, пали барут и изазива детонацију која се чује у широј околини.